# Kérgesteknős
A kérgesteknős (Dermochelys coriacea) a hüllők (Reptilia) osztályába és a teknősök (Testudines) rendjébe és a kérgesteknősfélék (Dermochelyidae) családjába tartozó egyetlen faj, a jelenleg élő legnagyobb teknős.

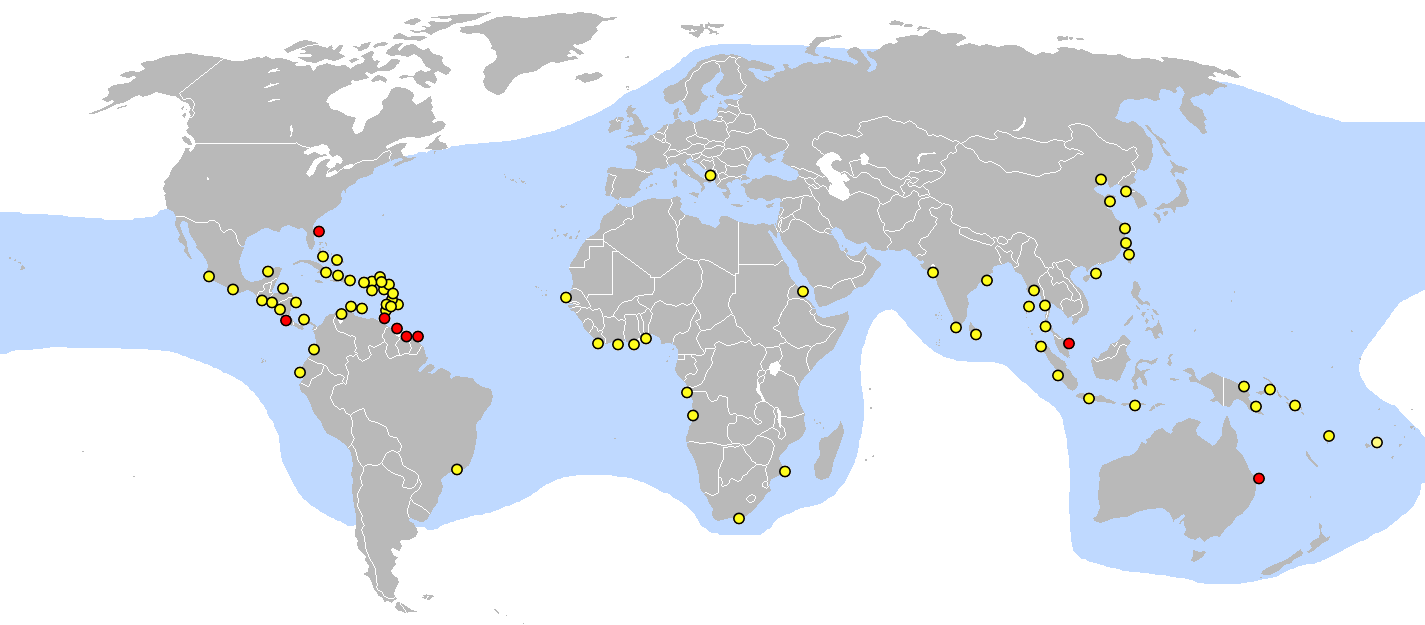
Földrajzi elterjedés a tojásrakó helyekkel

## Előfordulása
A térítők közötti tengerekben él ugyan, ám a mérsékelt égöv tengereibe is elkalandozik. A szárazföldön nehezen mozog, de a vízben kecsesen úszik.

## Életmódja
Elsősorban medúzákat, esetleg fejlábúakat és zsákállatokat eszik.
Akár 1280 méter mélyre is lemerülhet.

## Megjelenése
Páncélhossza elérheti a 256,5 centimétert, testsúlya pedig akár 916 kg is lehet, legtöbbször azonban kisebb. Az állkapcsa szegélyei élesek, nem fogazottak. Mellső végtagjai kétszer hosszabbak, mint a hátulsók. Hátpáncélja teljesen elcsontosodott, enyhén boltozatos, elöl meglehetősen lekerekített, hátul farkszerűen kihegyesedő. A fiatal egyedek fejét, nyakát és lábait apró pajzsok fedik, melyek lassanként eltűnnek, úgyhogy az idősebb állatok bőre sima lesz s csak a fejen vannak még apró pajzsok. Színük sötétbarna, világos vagy sárga foltokkal.

## Szaporodása
Több ezer kilométer, akár hónapokig is tartó megtétele után, ugyanoda tér vissza, ahol ő is kikelt. A tengerekből csak a szaporodás idejére jön a szárazföldre, homokba rakja közel 100 darab tojását, melyeknek átlagosan a harmada terméketlen, vagy kisebb a többinél, így kikelésnél több erős kis teknős indulhat a víz felé.

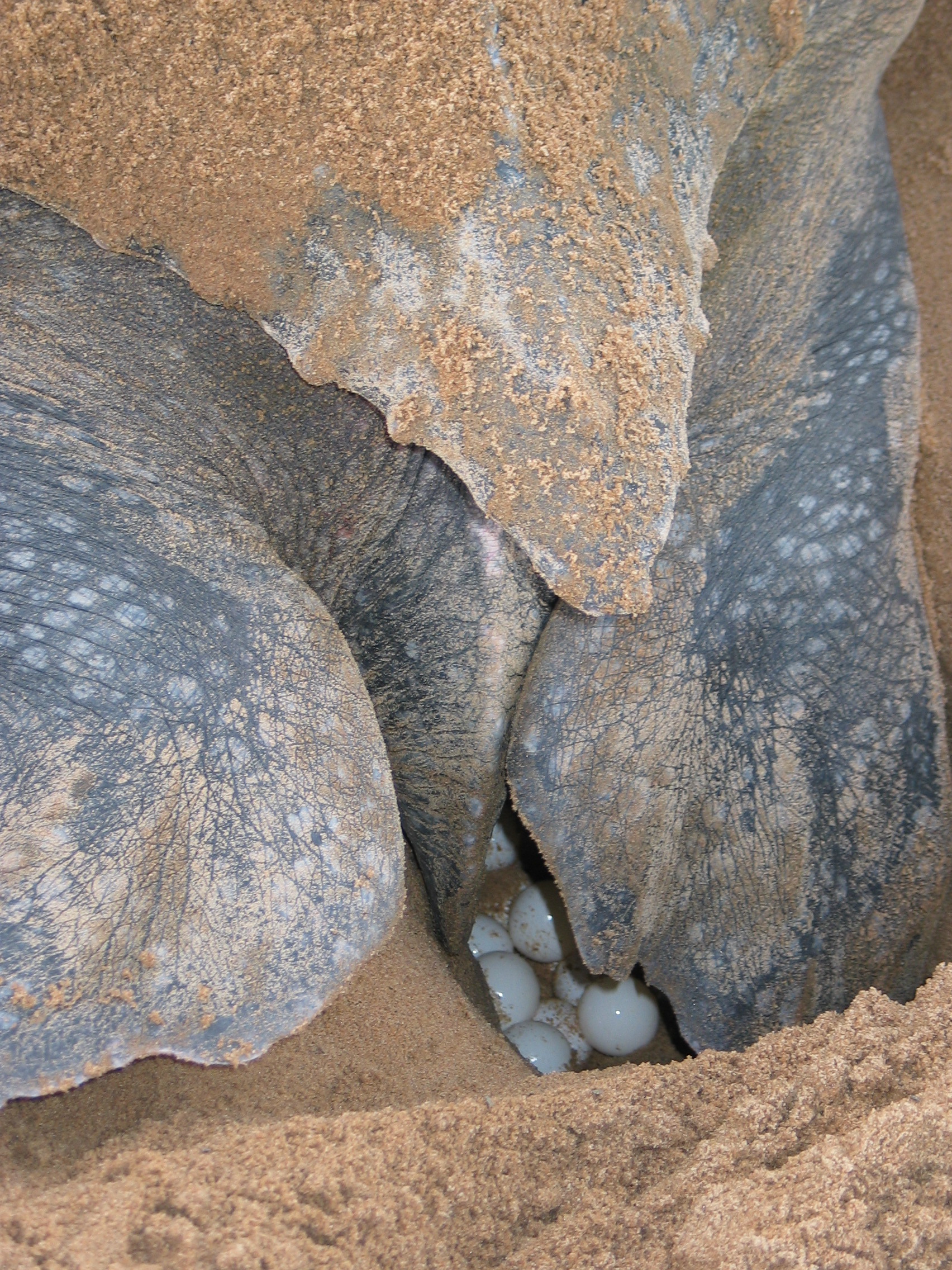
Tojásrakás